# 汉阳路
汉阳路是中國上海市虹口區一條西南-東北走向道路，道路西南起自塘沽路與吳淞路，東北至九龍路、俞涇浦以及溧陽路。道路全長318米。
道路建於1850年代，起初道路得名汉璧礼路(Hanbury Road)，路名來自一位當時在上海工作的英國人漢璧禮。1943年以湖北汉阳之名改名漢陽路。